# چاد کمپبل
چاد کمپبل (انگلیسی: Chad Campbell؛ زادهٔ ۳۱ مهٔ ۱۹۷۴) یک گلف‌باز اهل ایالات متحده آمریکا است.